# Kogangsport
Kogangsport var en af de små byporte (biporte) i Flensborg. Porten blev opført i 1400-tallet og var en del af den vestlige bymur. Navnet skyldes Kogangen, som førte dengang op til den vestlige bymark på Mariebjerget. På grund af sin beliggenhed i nærheden af Sankt Marie Kirken kaldtes porten også Marieport. I porten fandtes en bolig for portvagten. I 1609-10 blev porten nybygget. I 1837 blev den nedrevet.
Porten stod i den nuværende Mariegade mellem husnumrene 18 og 23. Det formodes, at kælderen til huset i nummer 18 er en rest af den gamle port.
54°47′22.60″N 9°25′48.90″Ø / 54.7896111°N 9.4302500°Ø